# Favosipora
Favosipora is een geslacht van mosdiertjes uit de familie van de Densiporidae en de orde Cyclostomatida. De wetenschappelijke naam ervan werd in 1885voor het eerst geldig gepubliceerd door MacGillivray.

## Soorten
- Favosipora adunca Dick, Tilbrook & Mawatari, 2006
- Favosipora ainui Taylor & Grischenko, 2015
- Favosipora bathyalis Gordon & Taylor, 2010
- Favosipora candida Gordon & Taylor, 2001
- Favosipora holdsworthii (Busk, 1875)
- Favosipora marmorosa Gordon & Taylor, 2001
- Favosipora nanozoifera (Moyano, 1982)
- Favosipora otagoensis (Taylor, Schembri & Cook, 1989)
- Favosipora purpurea Souto, Kaufmann & Canning-Clode, 2015
- Favosipora rosea Gordon & Taylor, 2001
- Favosipora rugosa MacGillivray, 1885
- Favosipora tincta Gordon & Taylor, 2001
- Favosipora watersi (Borg, 1944)